# لوتیان شرقی
لوتیان شرقی (به انگلیسی: East Lothian) یک شهرستان در بریتانیا است که در اسکاتلند واقع شده‌است.
این شهرستان ۶۷۹ کیلومتر مربع مساحت و ۱۰۰٬۰۰۰ نفر جمعیت دارد.

## خواهرخوانده
شهر بارگا خواهرخواندهٔ لوتیان شرقی هست.